# Raj Thackeray
Raj Shrikant Thackeray, né le 14 juin 1968 à Bombay (Maharashtra), est un homme politique indien. Il est le leader du parti d’extrême droite Maharashtra Navnirman Sena (MNS).

## Activités politiques
Raj Thackeray est régionaliste plutôt que nationaliste indien. Il fustige les Indiens du Nord, accusés de transformer l'identité de Bombay, ainsi que les minorités religieuses.
Il organise en 2012 une manifestation rassemblant ses partisans pour dénoncer les migrants bangladais. La foule, largement masculine, scande des slogans anti-musulmans.
Il est à l'initiative d'un accord signé en 2016 avec l’association des producteurs indiens interdisant à des acteurs pakistanais de jouer dans des films indiens.